# 詹·烏尊
詹·耶爾馬茲·烏尊（土耳其語：Can Yılmaz Uzun；2005年11月11日—），土耳其足球運動員，司職前腰，現效力於法蘭克福，土耳其國家隊成員之一。

## 職業生涯

### 早期生涯
來自上普法尔茨的烏宗於家鄉雷根斯堡中的雷根斯堡俱樂部青訓營開始其職業生涯，之後他被轉到位於上巴伐利亞的因戈尔施塔特俱乐部。

### 紐倫堡
2019年，烏尊加盟位於弗兰肯的紐倫堡，並於2020—21年賽季開始隨著U17隊參加U17德甲。在踢了五場比賽後整個賽季就因為新冠肺炎而縮短，最後烏尊總共攻入了五球。在後來的賽季中，他在19場比賽中攻入22球，成為南/西南聯賽的第二射手，僅次於下哈興的莫里斯·克拉滕馬赫。

#### 2022—23年賽季
鑒於優秀的數據，烏尊在2022年2月與俱樂部簽下他的第一份職業合同。2022—23年賽季，烏尊升上U19隊，隨即成為先發前鋒，他在U19德甲的15場比賽中攻入15球，成為南/西南分區的最佳射手。
青年賽事結束後，烏尊便轉戰成年聯賽。2023年4月10日，他代表紐倫堡之替補，參加了巴伐利亞足球地區聯賽中以3-4敗給施韋因富特05，他在替補了先發提姆·漢德沃克後僅僅兩分鐘便打入兩球，比分一度扳平成3-3。
爾後，烏尊又陸續參加了三場地區聯賽。其出色表現促使臨時教練迪特·黑金召入紐倫堡菁英球員陣容之中。他的德乙首秀是在2-2戰平马格德堡的比賽中。在歷經一次替補上場後，他在聯賽的最後一個比賽日之比賽（1-0戰勝帕德博恩）中先發上場。

#### 2023—24年賽季
在2023—24年德乙聯賽中，在，烏尊與另外兩位球員尼古拉斯·奧特格爾與芬·傑爾奇永久升為一線球員，在此之前，不少前鋒夸德沃·杜阿、艾里克·舒拉諾夫、保羅-菲利普·貝松、帕斯卡爾·科普克與傑梅因·尼斯查爾克皆相繼離開這個俱樂部。烏尊在該賽季的第一場主場對陣漢諾威96的比賽中攻入兩球並拯救了球隊。他在17歲又268天時成為FCN最年輕射手，超過了克里斯蒂安·伍克之18歲又62天的紀錄。
僅僅六天後，烏尊就在德國足協盃中開創另一個新紀錄：他在9-1大勝奧伯紐蘭的比賽中攻入三球，助攻兩次，超越了奧拉夫·托恩成為在比賽中完成帽子戲法的最年輕球員。2023年9月中旬，烏宗於他的第一場法蘭克尼亞德比，最終以1-1戰平格羅伊特福爾特的比賽中點球得分一球。

### 法蘭克福

#### 2024—25年賽季
2024年7月2日，烏尊與法蘭克福簽訂了一份為期五年的合約。同年8月24日，他於對陣多特蒙德的比賽中上演其德甲首秀。11月2日，他在對陣波鴻的比賽中攻入他的德甲第一球。

## 國家隊生涯
烏尊首先效力於土耳其國家青年隊，他在2022年隨隊出征於以色列舉辦的歐洲U-17足球錦標賽，然而土耳其並未能在小組賽中出線。其中烏尊為球隊貢獻了球隊唯二的兩次進球。2022年11月，他以隊長身分代表土耳其U18與烏茲別克U18進行兩場比賽。
2023年9月，他以年僅17歲的年齡首次加入土耳其U21，然而他因小傷未能參加2025年歐洲21歲以下足球錦標賽之資格賽。
由於烏尊的父母皆來自土耳其，因此他在2024年3月選擇代表土耳其參戰，而非代表德國。（事實上他有權選擇代表這兩個國家參戰）
在該玥稍後的兩場國際比賽中，土耳其球隊教練溫琴佐·蒙特拉首次召入了包含烏尊在內的三名球員。在土耳其首場以0-1不敵匈牙利的比賽中，烏尊在最後的時刻被換下。他後來曾暫時列入2024年歐洲足球錦標賽的出征名單中，但遺憾仍然未被列入最終名單。

## 生涯數據統計

### 俱樂部
最後更新：2025年1月30日
| 俱樂部   | 賽季          | 聯賽     | 聯賽 | 聯賽 | 國家盃 | 國家盃 | 歐陸 | 歐陸 | 其他 | 其他 | 總計 | 總計 |
| 俱樂部   | 賽季          | 聯賽級別 | 出場 | 進球 | 出場   | 進球   | 出場 | 進球 | 出場 | 進球 | 出場 | 進球 |
| -------- | ------------- | -------- | ---- | ---- | ------ | ------ | ---- | ---- | ---- | ---- | ---- | ---- |
| 紐倫堡   | 2022—23年賽季 | 德乙     | 3    | 0    | 0      | 0      | —    | —    | 4    | 1    | 7    | 1    |
| 紐倫堡   | 2023—24年賽季 | 德乙     | 30   | 16   | 2      | 3      | —    | —    | —    | —    | 32   | 19   |
| 紐倫堡   | 總共          | 總共     | 33   | 16   | 2      | 3      | 0    | 0    | 4    | 1    | 39   | 20   |
| 法蘭克福 | 2024—25年賽季 | 德甲     | 12   | 2    | 1      | 0      | 6    | 1    | —    | —    | 19   | 3    |
| 生涯總計 | 生涯總計      | 生涯總計 | 45   | 18   | 3      | 3      | 6    | 1    | 4    | 1    | 58   | 23   |

1. ↑  即德国足协杯
2. ↑  於巴伐利亞足球地區聯賽出場
3. ↑  於歐聯出場

### 國家隊
最後更新：2024年3月22日
| 國家隊 | 年分   | 出場 | 進球 |
| ------ | ------ | ---- | ---- |
| 土耳其 | 2024年 | 1    | 0    |
| 總共   | 總共   | 1    | 0    |

## 外部連結
- 詹·烏尊位于土耳其足协的网页
- 德国足球协会上的詹·烏尊（支持德语版）
- 詹·烏尊－UEFA國際賽競賽紀錄